# 렉서스
렉서스(일본어: レクサス, 영어: Lexus)는 일본의 자동차 회사인 토요타의 자사 프리미엄 고급차 브랜드 사업부로, 1989년에 미국에서 처음 소개된 이후로 미국 내에서 프리미엄 고급차 판매량을 압도적인 판매율을 기록하는 기염을 토한 브랜드이다.
본래는 토요타의 몇몇 고급 차종을 배지 엔지니어링해서 출시하는 형태인지라 일본에서는 내놓지 않았으나, 2005년부터 일본 현지에도 렉서스 브랜드를 런칭했다. 이에 따라 토요타의 몇몇 라인업이 정리됐다.
대한민국에는 1998년에 수입차 다변화 제한이 정책이 해제되어 일본제 자동차 수입이 개방화 된 이후에, 2001년에 처음으로 들어온 일본의 자동차다.

## 역사
토요타는 자사의 대표적인 세단 차종을 개발하기 위해 비밀 프로젝트를 1983년부터 시작하였고, 그 결과 1989년에 렉서스를 론칭하며, LS와 ES를 발표하게 되었다. 이 두 차량은 렉서스 브랜드를 최초로 달고 나온 모델이고, 현재도 렉서스의 대표 모델이다. 렉서스는 이후 세단, 컨버터블, 그리고 SUV 모델을 계속 발표하였고, 2005년에는 RX의 하이브리드 모델까지 발표하였다. 2007년에는 F 사업부를 만들어 V8 5.0리터 엔진을 장착한 IS F를 출시하였다. 한국에서 현재 판매되는 차종으로는 LS, GS, ES, IS, SC, RC, RX, NX, LC, CT, UX 등이 있다.

### 대한민국 도입
토요타는 대한민국에서 1966년에 현재 한국지엠의 전신인 신진자동차와 합작하며, 토요타 코로나 및 토요타 크라운 세단의 조립 생산으로 이름이 알려지기도 했다. 그러나 1970년에 중국의 저우언라이 총리가 반공 국가와는 거래하지 않는다는 4원칙을 발표하자, 중국 시장으로 진출하기 위해 신진자동차에 일방적으로 기술제휴 종료를 통보하고 대한민국에서 철수하였다. 이후에는 기아자동차의 몇몇 상용차량에 계열사인 히노의 디젤 엔진과 플랫폼을 공급해 준 것 외에는 대한민국과 접점이 없었다.
1998년에 수입선 다변화 정책이 폐지된 이후에 외제 자동차 시장이 개방화 되면서, 2001년에 토요타는 렉서스 브랜드로 다시 대한민국 시장에 진출하였다. 캠리를 약간 수정한 중형급인 ES로 강남의 아주머니 계층에 인기몰이를 하였지만, 동일 모델을 미국 시장에서보다 대한민국 시장에서 3배 이상 비싸게 파는 과도한 가격이 문제로 지적되기도 했다. 국세청과 관세청 등 세무당국은 차값 폭리로 렉서스를 판매해 온 한국 토요타가 그동안 차 가격을 부풀려 막대한 폭리를 취했다는 혐의를 잡고 세무조사를 하기도 했다.
그리고 대한민국에 판매되는 렉서스에 탑재되는 내비게이션에는 독도가 누락되어 있는데, 내비게이션용 지도를 공급하는 PMI 측에 의하면, BMW와 르노삼성에 납품하는 동일 지도 자료에는 독도가 들어가 있지만, 토요타 렉서스에 납품하는 네비게이션용 지도 자료에는 독도가 누락되어 있다고 한다. PMI 측에 의하면 제공되는 자료는 같지만 토요타 측이 가공하는 과정에서 그 표기가 빠졌다고 한다.

## 결함 은폐 의혹
렉서스 모델 대부분은 토요타의 차체와 부품 등 플랫폼을 공유하는데, 렉서스는 물론 토요타 차량에 급가속 폭주 결함이 있다는 보고가 해외에서 다수 보고 되었으며, 토요타는 처음에는 사용자 부주의, 다음에는 바닥 매트 문제, 그 다음에는 북미 제조사로부터 공급받은 페달 문제라고 하며, 결함을 기계 본질적인 것이 아닌, 외부적인 원인에 있다고 일관성이 없게 해명하였다. 이에 미국 언론에서는 토요타가 결함을 은폐하고 있다고 지적하였으며, 2010년 1월에는 미국 정부의 압력에 의해 결함이 발견된 토요타와 렉서스 차량 일부를 미국 시장에서 잠정적으로 판매 중단하게 되었다. 북미 판매량은 32만대 수준이다.
2011년 2월 8일, 급 가속 문제의 원인 조사를 하고 있던 미 교통부 · 미 교통부 고속도로 교통 안전국 (NHTSA) · NASA에 의한 최종 보고서에서 도요타 자동차에 기계적인 결함은 있었지만  전자 제어 장치에 결함이 아닌 급발진 사고의 대부분이 운전자의 실수로 발표되었다.

## 같이 보기
- 토요타 자동차
- 인피니티
- 아큐라